# General der Luftwaffe
General der Luftwaffe (em português: General da Força Aérea) foi uma patente militar da Luftwaffe. Até ao final da Segunda Guerra Mundial, este posto de três estrelas (OF-8) era equivalente ao posto de Tenente-general. Sendo que, para ser um general de três estrelas na Luftwaffe, um militar tivesse que estar no comando de um determinado grupo (comunicações, artilharia antiaérea, aviadores, paraquedistas), esta patente foi uma solução encontrada para haver uma quinta via para promoções. Considerado quase um "posto honorifico", apenas dois militares foram promovidos a esta patente: Wilhelm Schubert a 1 de Julho de 1941 e Walther Wecke em 1 de Dezembro de 1941.